# Вук Богдановић
Вук Богдановић (Београд, 3. априла 2002) српски је фудбалер који тренутно наступа за ОФК Београд.

## Каријера
После млађих селекција које је прошао у Црвеној звезди, Богдановић је прешао у Вождовац и ту наставио фудбалско школовање. Као капитен омладинског састава прикључен је првом тиму с којим је прошао зимске припреме у Анталији 2021. Дебитовао је на сусрету с Партизаном у оквиру четвртине финала Купа Србије, ушавши у игру уместо Немање Милојевића у 77. минуту. У Суперлиги Србије такође је дебитовао је против Партизана, два месеца касније. Богдановић је у јуну 2021. представљен као нови фудбалер суботичког Спартака с којим је потписао трогодишњи уговор. Крајем исте календарске године сарадња је прекинута. Полусезону је одиграо у дресу Рада, после чега се вратио у Црвену звезду и потписао трогодишњи уговор. Дебитовао је у 17. колу Суперлиге Србије за сезону 2022/23, заменивши на терену Марка Гобељића против екипе Колубаре. У јануару 2023. прешао је у Војводину с којом је потписао двоипогодишњи уговор. Почетком лета исте године вратио се у Вождовац, на једногодишњу позајмицу из Војводине. Током зимске паузе у сезони 2023/24, прешао је у ОФК Београд као слободан играч.

## Статистика

### Клупска
Ажурирано 20. јануара 2024.
|                      |          |                  |    |   |   |   |   |   |   |   |    |   |  |  |
| Вождовац             | 2020/21. | Суперлига Србије | 1  | 0 | 1 | 0 | — | — | — | — | 2  | 0 |  |  |
|                      |          |                  |    |   |   |   |   |   |   |   |    |   |  |  |
| Спартак Суботица     | 2021/22. | Суперлига Србије | 3  | 0 | 1 | 0 | — | — | — | — | 4  | 0 |  |  |
|                      |          |                  |    |   |   |   |   |   |   |   |    |   |  |  |
| Рад                  | 2021/22. | Прва лига Србије | 11 | 0 | — | — | — | — | — | — | 11 | 0 |  |  |
|                      |          |                  |    |   |   |   |   |   |   |   |    |   |  |  |
| Црвена звезда        | 2022/23. | Суперлига Србије | 1  | 0 | 0 | 0 | — | — | — | — | 1  | 0 |  |  |
|                      |          |                  |    |   |   |   |   |   |   |   |    |   |  |  |
| Војводина            | 2023/24. | Суперлига Србије | 2  | 0 | 0 | 0 | — | — | — | — | 2  | 0 |  |  |
|                      |          |                  |    |   |   |   |   |   |   |   |    |   |  |  |
| Вождовац (позајмица) | 2023/24. | Суперлига Србије | 1  | 0 | 2 | 0 | — | — | — | — | 3  | 0 |  |  |
| Вождовац (позајмица) | Укупно   | Укупно           | 2  | 0 | 3 | 0 | — | — | — | — | 5  | 0 |  |  |
|                      |          |                  |    |   |   |   |   |   |   |   |    |   |  |  |
| Каријера             | Каријера | Каријера         | 19 | 0 | 4 | 0 | — | — | — | — | 23 | 0 |  |  |
|                      |          |                  |    |   |   |   |   |   |   |   |    |   |  |  |

### Утакмице у дресу репрезентације
| Репрезентација Србије у узрасту до 17 година старости | Репрезентација Србије у узрасту до 17 година старости | Репрезентација Србије у узрасту до 17 година старости | Репрезентација Србије у узрасту до 17 година старости | Репрезентација Србије у узрасту до 17 година старости | Репрезентација Србије у узрасту до 17 година старости | Репрезентација Србије у узрасту до 17 година старости | Репрезентација Србије у узрасту до 17 година старости | Репрезентација Србије у узрасту до 17 година старости | Репрезентација Србије у узрасту до 17 година старости |
| #                                                     | Датум                                                 | Такмичење                                             | Локација                                              | Домаћин                                               | Резултат                                              | Гост                                                  | Гол                                                   | Реф.                                                  |                                                       |
| ----------------------------------------------------- | ----------------------------------------------------- | ----------------------------------------------------- | ----------------------------------------------------- | ----------------------------------------------------- | ----------------------------------------------------- | ----------------------------------------------------- | ----------------------------------------------------- | ----------------------------------------------------- | ----------------------------------------------------- |
| 1.                                                    | 13. септембар 2018.                                   | Пријатељска утакмица                                  | Градски стадион, Сребреник                            | Босна и Херцеговина                                   | 0 : 1                                                 | Србија                                                |                                                       | [ 21 ]                                                |                                                       |
| 1                                                     | Укупан број утакмица и постигнутих погодака           | Укупан број утакмица и постигнутих погодака           | Укупан број утакмица и постигнутих погодака           | Укупан број утакмица и постигнутих погодака           | Укупан број утакмица и постигнутих погодака           | Укупан број утакмица и постигнутих погодака           | Укупан број утакмица и постигнутих погодака           | 0                                                     |                                                       |

| Репрезентација Србије у узрасту до 19 година старости | Репрезентација Србије у узрасту до 19 година старости | Репрезентација Србије у узрасту до 19 година старости | Репрезентација Србије у узрасту до 19 година старости | Репрезентација Србије у узрасту до 19 година старости | Репрезентација Србије у узрасту до 19 година старости | Репрезентација Србије у узрасту до 19 година старости | Репрезентација Србије у узрасту до 19 година старости | Репрезентација Србије у узрасту до 19 година старости | Репрезентација Србије у узрасту до 19 година старости |
| #                                                     | Датум                                                 | Такмичење                                             | Локација                                              | Домаћин                                               | Резултат                                              | Гост                                                  | Гол                                                   | Реф.                                                  |                                                       |
| ----------------------------------------------------- | ----------------------------------------------------- | ----------------------------------------------------- | ----------------------------------------------------- | ----------------------------------------------------- | ----------------------------------------------------- | ----------------------------------------------------- | ----------------------------------------------------- | ----------------------------------------------------- | ----------------------------------------------------- |
| 1.                                                    | 23. фебруар 2021.                                     | Пријатељска утакмица                                  | Кућа фудбала, Стара Пазова                            | Србија                                                | 1 : 0                                                 | Босна и Херцеговина                                   |                                                       | [ 22 ]                                                |                                                       |
| 2.                                                    | 25. фебруар 2021.                                     | Пријатељска утакмица                                  | Кућа фудбала, Стара Пазова                            | Србија                                                | 2 : 1                                                 | Босна и Херцеговина                                   |                                                       | [ 23 ]                                                |                                                       |
| 2                                                     | Укупан број утакмица и постигнутих погодака           | Укупан број утакмица и постигнутих погодака           | Укупан број утакмица и постигнутих погодака           | Укупан број утакмица и постигнутих погодака           | Укупан број утакмица и постигнутих погодака           | Укупан број утакмица и постигнутих погодака           | 0                                                     | [ 24 ]                                                |                                                       |